# Phoxinellus
Phoxinellus — рід коропоподібних риб родини ялецевих (Leuciscidae).

## Поширення
Рід поширений у прісних водоймах Боснії і Герцеговина та Хорватії.

## Види
- Phoxinellus alepidotus Heckel, 1843
- Phoxinellus dalmaticus Zupančič & Bogutskaya, 2000
- Phoxinellus pseudalepidotus Bogutskaya & Zupančič, 2003